# Sverker Torstensson
Torsten Sverker Hubertus Torstenssons, född 11 juli 1950, är en svensk före detta ishockeyspelare som bl.a. spelade för Södertälje SK i Elitserien. 
Torstensson hockeykarriär började på is som några lantbrukare i skånska Jonstorp spolat på en åker. Under 60-talet tränade han med Jonstorps IF som under en tid hade en kanadensisk tränare som spelat i NHL. Han lärde Torstensson att tacklas vilket han fick nytta av hela sin karriär. 1968 rekryterades han, 17 år gammal, till Rögle BK och spel i högsta serien. Det var första säsongen som reglerna tillät tacklingar i anfallszon vilket passade Torstensson utmärkt. Det var väl känt att det blev show när Torstensson var på isen och publiken både älskade och hatade honom beroende på vilket lag man höll på. En gång i Johanneshovs isstadion på 70-talet blev han helt utbuad av motståndarlagets supportrar när kan kom in på isen. En annan känd incident skedde i när Karlskrona mötte HV71 i Rosenlundshallen och Torstensson tröttnade på hemmapublikens trakasserier. Han klättrade över staketet och börjde veva med klubban mot publiken. Särskilt känd var hans rivalitet med den andre "riksbusen" i svensk hockey, Des Moroney, som spelade för Tingsryds AIF när Torstensson spelade i Nybro IF. I ett smålandsderby rök de ihop vilket slutade med att Torstensson fick tre månaders avstängning. Men bråket gjorde också att han blev intressant för storklubbarna. Södertälje SK vann dragkampen om honom och Torstensson blev kvar där i sex säsonger.
Efter tiden i Södertälje blev Torstensson proffs i tyska EC Deilinghofen under ett år, innan han kom hem till Sverige igen, denna gången till Karlskrona. Därefter återvände han två säsonger till Rögle för att sedan avsluta sin karriär som spelande tränare i Jonstorps IF under en säsong. Inför säsongen 1973/74 hade han ett kontraktsförslag från Boston Bruins, men då han inte avslutat sin utbildning till VVS-ingenjör tackade han nej till erbjudandet. Även Vancouver intresserade sig för honom, men när de kom till Södertälje för att titta på honom var han skadad i en axel och det blev aldrig något kontrakt.

## Klubbkarriär
| 1965/66 | Jonstorps IF    | Division III         | -  | -  | -  | -  | -  | - |      |   |   |   |   |   |   |
| 1966/67 | Jonstorps IF    | Division III         | -  | 9  | -  | -  | -  | - |      |   |   |   |   |   |   |
| 1967/68 | Jonstorps IF    | Division III         | -  | -  | -  | -  | -  | - |      |   |   |   |   |   |   |
| 1968/69 | Rögle BK        | Division I           | 21 | 2  | 4  | 6  | 31 | - |      |   |   |   |   |   |   |
| 1969/70 | Nybro IF        | Division I           | 15 | 2  | 1  | 3  | 31 | - |      |   |   |   |   |   |   |
| 1970/71 | Nybro IF        | Division II          | 18 | 6  | 2  | 8  | -  | - |      |   |   |   |   |   |   |
| 1971/72 | Nybro IF        | Division II          | 18 | 4  | 8  | 12 | -  | - |      |   |   |   |   |   |   |
| 1972/73 | Södertälje SK   | Division I           | 28 | 5  | 3  | 8  | 24 | - |      |   |   |   |   |   |   |
| 1973/74 | Södertälje SK   | Division I           | 30 | 3  | 6  | 9  | 40 | - |      |   |   |   |   |   |   |
| 1974/75 | Södertälje SK   | Division I           | 30 | 3  | 6  | 9  | 40 | - |      |   |   |   |   |   |   |
| 1975/76 | Södertälje SK   | Elitserien           | 32 | 6  | 4  | 10 | 68 | - |      |   |   |   |   |   |   |
| 1976/77 | Södertälje SK   | Elitserien           | 36 | 6  | 4  | 10 | 35 | - |      |   |   |   |   |   |   |
| 1977/78 | Södertälje SK   | Elitserien           | 36 | 2  | 3  | 5  | 42 | - |      |   |   |   |   |   |   |
| 1978/79 | EC Deilinghofen | Eishockey-Bundesliga | 52 | 8  | 16 | 24 | 57 | - |      |   |   |   |   |   |   |
| 1979/80 | Karlskrona IK   | Division I           | 27 | 10 | 3  | 13 | 34 | - |      |   |   |   |   |   |   |
| 1980/81 | Karlskrona IK   | Division I           | 36 | 5  | 13 | 18 | 4  | - |      |   |   |   |   |   |   |
| 1981/82 | Karlskrona IK   | Division I           | 35 | 8  | 9  | 17 | 79 | - |      |   |   |   |   |   |   |
| 1982/83 | Rögle BK        | Division I           | 29 | 2  | 10 | 12 | 34 | - |      |   |   |   |   |   |   |
| 1983/84 | Rögle BK        | Division I           | 31 | 7  | 10 | 17 | 27 | - | Kval | 2 | 0 | 0 | 0 | 2 | - |
| 1986/87 | Jonstorps IF    | Division III         | -  | -  | -  | -  | -  | - |      |   |   |   |   |   |   |

Data till tabellen ovan är hämtade från Elite Prospects. Deltagande i slutspel saknas dock för de flesta säsongerna.